# Tineophoctonus
Tineophoctonus is een geslacht van vliesvleugeligen uit de familie Encyrtidae. De wetenschappelijke naam van dit geslacht is voor het eerst geldig gepubliceerd in 1900 door Ashmead.

## Soorten
Het geslacht Tineophoctonus omvat de volgende soorten:
- Tineophoctonus armatus (Ashmead, 1888)
- Tineophoctonus euphranor (Walker, 1849)
- Tineophoctonus hubbardii (Ashmead, 1900)
- Tineophoctonus tineaevorus (Ashmead, 1887)